# Stylidium verticillatum
Stylidium verticillatum är en tvåhjärtbladig växtart som beskrevs av Ferdinand von Mueller. Stylidium verticillatum ingår i släktet Stylidium och familjen Stylidiaceae. Inga underarter finns listade i Catalogue of Life.